# Ивана Исаиловић
Ивана Исаиловић (рођена 1. јануар 1986) је српска одбојкашица која игра на позицији средњег блокера. Са репрезентацијом Србије освојила је сребрну медаљу на Европском првенство 2007. у Белгији и Луксембургу. Већи део каријере провела је у Црвеној звезди. Међународну каријеру започела је у Марибору, а након тога је четири године провела у Немачкој. Године 2011. играла је финале Купа Немачке. Тренутно је члан пољског тима Висле из Варшаве.